# Galindo II. Aznárez
Don Galindo II. Aznárez (aragonski i šp. Galindo II Aznárez, arapski غاليندو أثناريز الثاني) (umro 922.) bio je grof Aragonije od 893. do 922.
Njegovi roditelji su bili grof Aragonije Aznar II. Galíndez (sin Galinda I. Aznáreza) i njegova supruga, grofica Aragonije Oneka Garcés, koja je bila i infanta Pamplone (kći kralja Pamplone Garcíje Íñigueza).
Bio je vazal kralja Pamplone Sanča I.
Galindova prva žena bila je plemkinja Acibella Garcés, kći grofa Garcíje Sáncheza od Gaskonje i Amune od Perigorda. Ovo su njihova djeca:
- grofica Toda Galíndez, supruga Bernarda I. od Ribagorze te majka Ramóna II. od Ribagorze
- Redemptus Galíndez, biskup
- Mirón Galíndez, koji je umro prije oca, a trebao je naslijediti grofoviju

Galindova je druga supruga bila Sanča Garcés, čiji je otac bio García Jiménez, kralj Pamplone. Njihova kći je bila kraljica Pamplone Andregoto Galíndez, supruga kralja Garcíje Sáncheza I., čiji je otac bio kralj Sančo I.
Galindo i Sanča imali su i kćer imena Velasquita Galíndez.
Don Galindo je dobio i izvanbračne sinove, čija su imena:
- Guntislo, suprug neke Áureje[3]
- Sančo
- Belasco
- Banzo, otac jednog Don Galinda[4]
- Aznar

Galindo je bio djed kralja Sanča II.